# Isochlora albivitta
Isochlora albivitta là một loài bướm đêm trong họ Noctuidae.